# Поливанов, Иван Гаврилович
Иван Гаврилович Поливанов (1799—1868) — артиллерии поручик, автор «Записок о турецкой войне 1828 года».

## Биография
Родился в 1799 году в семье помещика Калужской губернии, Гавриила Ивановича Поливанова, вступившего в третий брак в 1798 г., в возрасте более 60 лет от роду.
Обучался в Дворянском полку, потом, вместе с полком участвовал в Турецкой кампании 1828—1829, в 1830 г. служил во 2-й армии, в 18-й артиллерийской бригаде 14-го Армейского корпуса.
Вскоре после Турецкой войны, в 1831 г., в чине поручика, вышел в отставку и поселился в имении своем, в Курмышском уезде Симбирской губернии.
Там, на досуге, он составил обширные «Записки», небольшая часть которых — «Записки о турецкой войне 1828 года» — была напечатана в «Русском Архиве» 1877 г., № 12, но большая часть, касающаяся, между прочим, и рода Поливановых, осталась в рукописи и хранилась у сына его, известного педагога, Льва Ивановича Поливанова.

## Семья
Жена (с 25 октября 1818 года) — Прасковья Васильевна Демидова (1813 - 10.09.1844), внучка П. А. Демидова. Дети:
- Александр (1834—1894)
- Аркадий (1836—1848)
- Лев (1838—1899) — русский педагог, литературовед, общественный деятель, основатель частной Поливановской гимназии.
- Гаврила (1840—1848)
- Мария (1844 -?)